# Lucía Gevert Parada
Lucía Gevert Parada (sinh năm 1932) là một nhà báo, nhà văn, biên tập viên, và là nhà ngoại giao của Chile ở Tây Đức trong thời kỳ độc tài quân sự Augusto Pinochet. Bà là chủ tịch của National Association of Women Journalists, biên tập viên của tờ Mampato là một phụ bản của tờ El Mercurio trong thập niên 1960, và chủ tịch của International Board on Books for Young People (IBBY) của Chile từ năm 1968 đến 1973 và từ năm 1980 đến 1980. Bà là một trong những nhà sángtre lập những hiệp hội trên cùng với các nhà văn sau Marcela Paz, Alicia Morel, và Maité Allamand. Bà cũng đồng thời tham gia sáng lập Televisión Nacional de Chile và tạp chí văn học trẻ em Colibrí.
Năm 1968 bà tham gia Hội nghị Phụ nữ Mỹ Latin.
Trong sự nghiệp của mình, bà đã được nhiều lần vinh danh với các giải thưởng bao gồm Giải Lenka Franulic năm 1970 và giải John Reitemeyer Prize dành cho báo chí khoa học của Inter American Press Association. Chồng bà là Igor Saavedra Gatica, người nhận giả National Science Award of Chile.
Tác phẩm đầu tay của Gevert trong thể loại phóng sự là El puma vào năm 1969, đã nhận được nhiều phản hồi trái ngược. Sự nghiệp văn chương của bà còn mở rộng vào thơ ca, truyện ngắn, luận văn, và hợp tuyển, bao gồm tác phẩm năm 1992 El mundo de Amado, trong đó bà tập hợp các huyền thoại bản địa từ Tierra del Fuego. Năm 2002, IBBY Chile đã lựa chọn ba câu truyện của bà từ tác phẩm El gatito que no sabía ronronear y otros cuentos là tác phẩm hay nhất năm 2001.

## Tác phẩm
- El puma (1969)
- Conversaciones con el Profesor Zahvedruz
- Los cometas y la gravitación universal
- Lo cuenta el Cono Sur: mitos de nuestra tierra

### Đồng tác giả
- Aguas oscuras
- Cuentos cortos de la tierra larga
- El mundo de Amado (1992), compilation of indigenous legends
- Lo cuenta el Cono Sur
- El mar encantado
- El gatito que no sabía ronronear y otros cuentos, with illustrations by Andrés Jullian
- Baile de primavera (1995), with illustrations by Andrés Jullian
- Mitos y leyendas de nuestra América
- Cuentos del fin del mundo
- Los cometas y la gravitación: el hechizo del Halley, series of interviews